# 低教會派

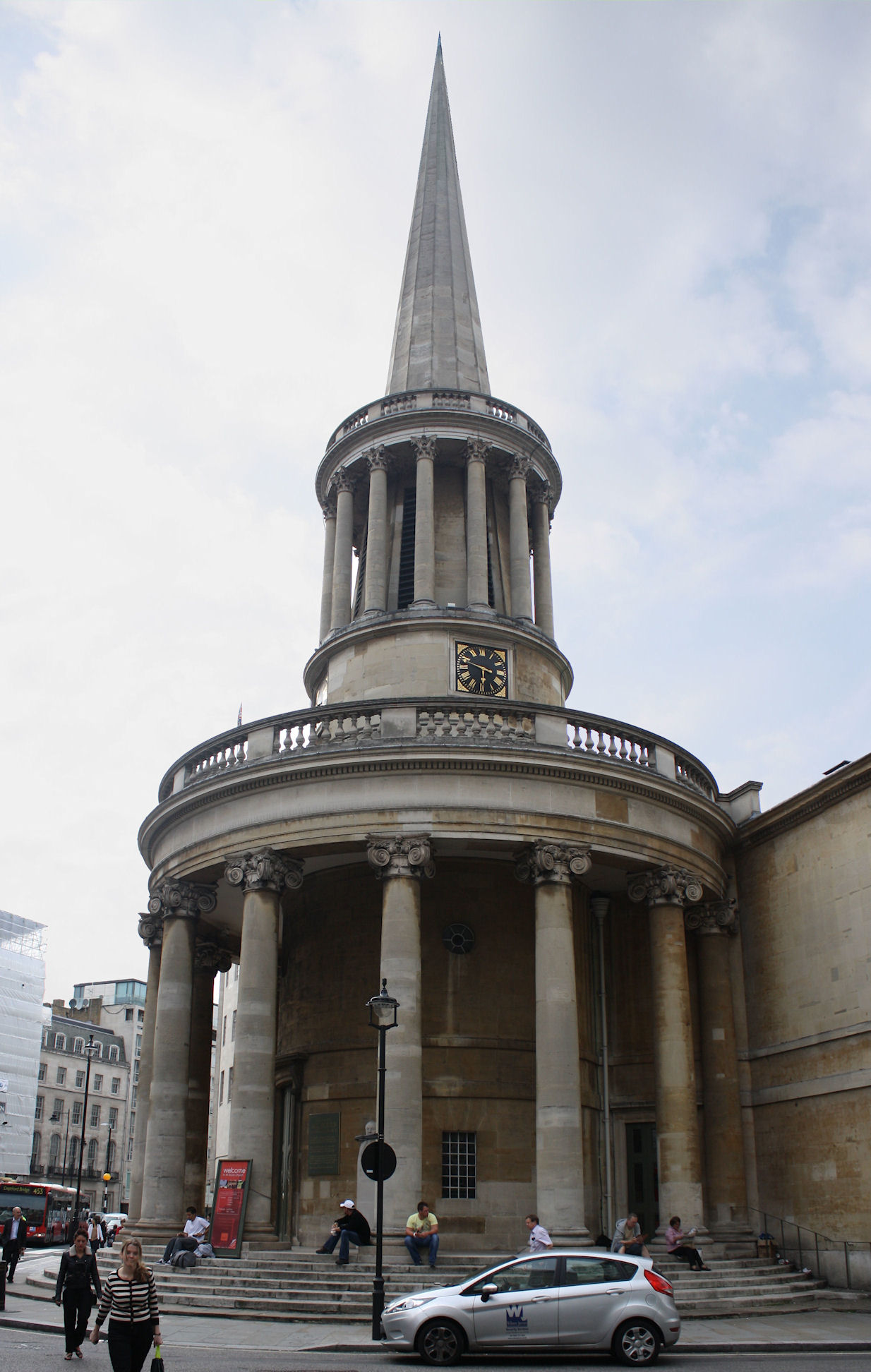
朗豪坊諸靈堂，一座英格蘭聖公宗低派的教堂

低教會派，簡稱為「低派」，是一個用於形容基督新教（尤其是聖公宗）中強調福音主義的派別的名詞。這一派叫做低派的原因是該派將儀式禮儀等問題置於一個較低、較次要的位置，與重視傳承自天主教會的禮儀傳統的高教會派相對。傳統上而言，低教會派許多看法与清教徒的主張相似（但他們也與清教徒存在不少分歧），在聖公宗中屬於較為保守的一派。屬於低教會派的聖公會悉尼教區甚至已不使用聖公宗的公禱書，改用不拘於傳統形式的方法進行各種活動。
部分人士會將聖公宗中的低教會派與福音派聖公宗混為一談，但其實這種說法並不準確，因為雖然兩者之間有很大重合，但並非所有低教會派的聖公會都秉承福音派聖公宗的神學。